# Molopanthera paniculata
Molopanthera paniculata är en måreväxtart som beskrevs av Porphir Kiril Nicolai Stepanowitsch Turczaninow. Molopanthera paniculata ingår i släktet Molopanthera och familjen måreväxter.

## Underarter
Arten delas in i följande underarter:
- M. p. burchellii
- M. p. paniculata